# 雪姫隠密道中記
『雪姫隠密道中記』（ゆきひめおんみつどうちゅうき）は、1980年4月5日から1980年9月27日まで毎日放送では毎週土曜夜10時からの1時間枠で放送された毎日放送、S.H.P製作のテレビ時代劇。「ナショナル劇場」でお馴染みの葉村彰子が原案・脚本で参加。また、プロデューサーにはC.A.Lの西村俊一、撮影などの制作協力には東映太秦映像とナショナル劇場そのままのスタッフが携わっている。

## 作品内容
三代将軍・徳川家光の治世。肥後熊本藩当主である加藤忠広は無実の罪をきせられ流罪となり、加藤家の取り潰しが決まった。忠広の娘・雪姫は父の無実を訴えるため、巌谷源八郎と共に江戸へと向かう。だが、祖父の清正公に似ておおらかで正義感の強い雪姫は困っている人を見捨てておけず、旅先で毎回トラブルに巻き込まれていく。一方、陰謀の張本人である老中・土井大炊頭の命を受けた檜垣鉄心も雪姫を捕らえようと追いかける。

### 劇伴音楽・BGM
音楽は平尾昌晃が担当。劇伴BGMは一部、同時期にTBSの「ナショナル劇場」で放送された『江戸を斬るVI』や『水戸黄門 第12部』に流用された。また、1982年放送開始の『遠山の金さん』、1983年放送開始の『長七郎江戸日記』、1989年放送開始の『八百八町夢日記』にもそれぞれ流用されている。

## キャスト
- 雪姫（お雪）：片平なぎさ

町人娘（商人の娘）に扮して旅を続けるが、旅先で困った人を見かけると放っておけず毎回事件に関わってしまう。若侍に扮し、馬を走らせることもある。祖父の清正公に似て剣の腕が立つ。旅先でよく助けられる葵新之介のことが気になっている。
- 巌谷源八郎（源八）：和田浩治

雪姫おつきの侍であり、格闘と剣の達人。商人の手代・源八として雪姫とともに旅を続ける。堅物で血の気の多い熱血漢。急ぎ旅だというのに雪姫が道中で色々な事件に関わるため、その度にいらいらしている。雪姫に気安く接する新之介とは初対面の時からそりが合わず、癇に障って仕方ない。
- 小鈴の佐平次：中村敦夫（第1話～第6話、第8話～第14話、第16話～第21話、第23話、第25話～第26話）

元伊賀忍者の義賊。盗賊界では有名人。薬売りに扮して、雪姫一行とつかず離れずその行動をサポートし、諜報活動をおこなう。潜入した悪代官や悪徳商人の家から千両箱を盗み出し、貧しい暮らしの家に小判を投げ込んでいく。武器は手槍と鈴のついた手裏剣。鈴を投げて、雪姫らの窮地を救うこともしばしば。変装の名人（第1話など）で老人に扮することが多い。第11話では彼に似て彼とも旧知の伊賀の抜け忍（中村敦夫の二役）が登場する。『水戸黄門』に登場する風車の弥七に相当する。
- 韋駄天の六助：小松政夫（第1話～第7話、第9話、第11話～第17話、第19話～第26話）

お千の子分で足が速い。第7話では六助によく似た悪代官（小松政夫の二役）が登場する。
- おさらばお千：森マリア（第1話～第7話、第9話、第11話～第17話、第19話～第26話）

本人は必死に否定しているが佐平次にぞっこんの女道中師（盗賊）。佐平次を追いかけて江戸まで一行についてくる。六助とともに本作のギャグメーカー（コメディリリーフ）。
- 葵新之介（結城新之介）：あおい輝彦（第1話～第5話、第7話～第26話）

雪姫の旅につきまとう若い浪人者で、剣の達人。実は結城秀康の妾腹の息子、つまり東照神君の孫で、さらに上様の名代として隠し目付を勤めているが、雪姫達にはその事を隠している。堅苦しい大名暮らしを嫌い、江戸では松平伊豆守の屋敷に居候していた。雪姫に悟られないように、各地の大名や家老達に葵の御紋と隠し目付けの証明が記入された鑑札を示して助力を求め、事件を解決に導く。佐平次とは、互いに「旦那」、「薬屋」と呼び合いながら素性を知っているが口には出さず、協力して雪姫一行を助ける。
- 松平伊豆守：中丸忠雄（第1話）

老中。土井大炊頭が進めようとしている加藤家取り潰しに疑問を持ち、上様に進言して新之介を派遣させた。
- 土井大炊頭：安部徹（第1話、第26話）

老中。豊臣恩顧の加藤家取り潰しを図っている。
- 檜垣鉄心：内田勝正（第1話～第3話、第11話、第13話、第19話、第25話～第26話）

土井大炊頭の手下で風魔の流れをくむ忍者。各地で悪事を働いている家老や代官などの弱みを握り、その協力を求めて雪姫の命を狙う。内田が『水戸黄門』で度々演じた、御老公（水戸光圀）をつけ狙う刺客に当たる存在。
- 徳川家光：長谷川哲夫（第1話、第26話）

## スタッフ
- 原案：葉村彰子
- 脚本：葉村彰子、津田幸於、櫻井康裕、大久保昌一良、森薫、大西信行
- 監督：山内鉄也、皆川隆之、内出好吉、居川靖彦
- 特技：宍戸大全
- プロデューサー：西村俊一、中村和則
- 音楽：平尾昌晃
- ナレーター：芥川隆行
- 題字：益川進
- 撮影：萩屋信、原田裕平、片山顕、山岸長樹
- 照明：増田悦章、伊勢晴夫、大谷康郎、真城喻
- 録音：面屋竜憲、中川清、神戸孝憲、渡部芳丈
- 美術：鈴木孝俊、髙見哲也
- 編集：河合勝巳
- 記録：川島庸子、小川加津子、大原より子、野崎八重子
- 助監督：矢田清巳、髙倉祐二、山本憲、金鐘守
- 衣装：東京衣裳
- 演技事務：山下義明
- 擬斗：土井淳之祐、菅原俊夫、三好郁夫（東映剣会）
- 装置：青木茂雄、磯谷幸一、三浦公久
- 美粧・結髪：東和美粧
- 装飾：関西美工
- 小道具：髙津商会
- 進行主任：山田勝、杉浦満洲男
- 邦楽監修：中本敏生
- 協力：京都 大覚寺（第1話、第2話）、岡山県備前焼陶友会（第10話）
- 現像：東洋現像所
- 制作担当：山田尚、中谷正和、丸谷嘉彦（毎日放送）
- 制作協力：東映
- 製作：毎日放送、S.H.P

## 使用音楽
オープニング
- 「いつも君のそばに」のインストルメンタル。

映像は当該回の剣劇シーンを主としたダイジェスト版だった。
エンディング
- 「いつも君のそばに」
  - 作詞：山上路夫 / 作曲：平尾昌晃 / 編曲：竜崎孝路 / 唄：あおい輝彦

挿入歌
- 「遠い旅路」
  - 作詞：山上路夫 / 作曲：平尾昌晃 / 編曲：竜崎孝路 / 唄：あおい輝彦

## 関連作品
本作同様、女優を主人公にした勧善懲悪の時代劇
- 女忍かげろう組
- 水戸黄門外伝 かげろう忍法帖
- 姫将軍大あばれ